# Midori Matsushima
Midori Matsushima (松島 みどり, Matsushima Midori), née le 15 juillet 1956 à Toyonaka, est une femme politique japonaise, représentant la quatorzième circonscription de Tokyo pour le Parti libéral-démocrate à la Chambre des représentants. Elle est nommée au sein de plusieurs gouvernements depuis 2006, notamment au poste de ministre de la Justice au sein du gouvernement Abe en 2014, position qu'elle n'occupe que peu de temps en raison de divers scandales autour de sa nomination.

## Jeunesse et carrière pré-électorale
Midori Matsushima naît le 15 juillet 1956, à Toyonaka. Elle effectue ses études à l'université de Tokyo, d'où elle sort diplômée en économie en 1981. Elle rejoint ensuite le quotidien japonais Asahi shinbun, où elle devient correspondante pour le Département des affaires économiques et le Département des affaires politiques du journal.

## Carrière électorale
Elle rejoint le Parti libéral-démocrate (PLD) en 1995, à la suite d'une série de recrutements à Tokyo. Elle se présente aux élections législatives de 1996, sous l'investiture du PLD, sans succès. Midori Matsushima se représente lors des élections législatives de 2000 et est élue pour la première fois à l'issue de ce scrutin,. Elle est réélue à l'issue des deux élections législatives suivantes et est nommée en 2006 secrétaire parlementaire des Affaires étrangères au sein du gouvernement Abe I, puis ministre d'État chargée du Territoire, des Infrastructures, des Transports et du Tourisme en 2007. Midori Matsushima échoue à se faire réélire à la suite des élections législatives de 2009 et perd ainsi son siège à la Diète. Elle récupère son siège de la quatorzième circonscription de Tōkyō à l'issue des élections législatives de 2012.
En 2013, Midori Matsushima est nommée vice-ministre de l'Économie, du Commerce et de l'Industrie au sein du gouvernement Abe II. À ce poste, elle est une actrice majeure de la stratégie Cool Japan du gouvernement Abe, faisant la promotion de la culture japonaise à travers le monde, notamment dans les arts et la mode.
Elle est nommée ministre de la Justice le 3 septembre 2014, dans le cadre d'une politique de féminisation du gouvernement par le Premier ministre Shinzo Abe,, faisant ainsi du gouvernement Abe II le gouvernement japonais le plus féminin de l'histoire du Japon.
Le 20 octobre, Midori Matsushima présente sa démission à la suite d'un soupçon de violation du code électoral dans sa circonscription,, le même jour que la ministre de l'Économie, du Commerce et de l'Industrie Yūko Obuchi, elle aussi prise dans un scandale financier. Matsushima est notamment accusée d'avoir distribué des accessoires à ses constituants. Bien qu'elle se défende d'avoir violé le code électoral, elle annonce sa démission afin d'éviter, selon elle, un obstacle aux travaux du gouvernement Abe,.
Après sa démission, elle poursuit ses activités parlementaires, siégeant dans plusieurs commissions de la Diète,, ou étant nommée à la tête de comités politiques internes au PLD. Midori Matsushima est également réélue à l'issue des élections législatives japonaises de 2017, des élections législatives de 2021 et des élections législatives de 2024, toujours dans la quatorzième circonscription de Tokyo,.

## Prises de position
Midori Matsushima est favorable à la peine de mort, qu'elle défend ardemment. Elle se décrit elle même comme très conservatrice. Elle milite notamment pour un durcissement des pressions et des sanctions appliquées à la Corée du Nord, ainsi qu'en faveur de la promulgation de plus de lois liées à la sécurité au Japon.
Comme la majorité des représentants de son parti, elle fait la promotion des Abenomics, politique économique japonaise promue par le Premier ministre Shinzō Abe, qu'elle soutient. Elle estime également que l'énergie nucléaire est nécessaire à la contribution énergétique japonaise pour le moment, même si l'armement nucléaire ne devrait pas être envisagé. En outre, elle souhaite une révision de la Constitution antimilitariste du Japon.
D'un point de vue sociétal, Midori Matsushima s'oppose à l'instauration de quotas pour les femmes dans la vie politique japonaise.

## Controverses

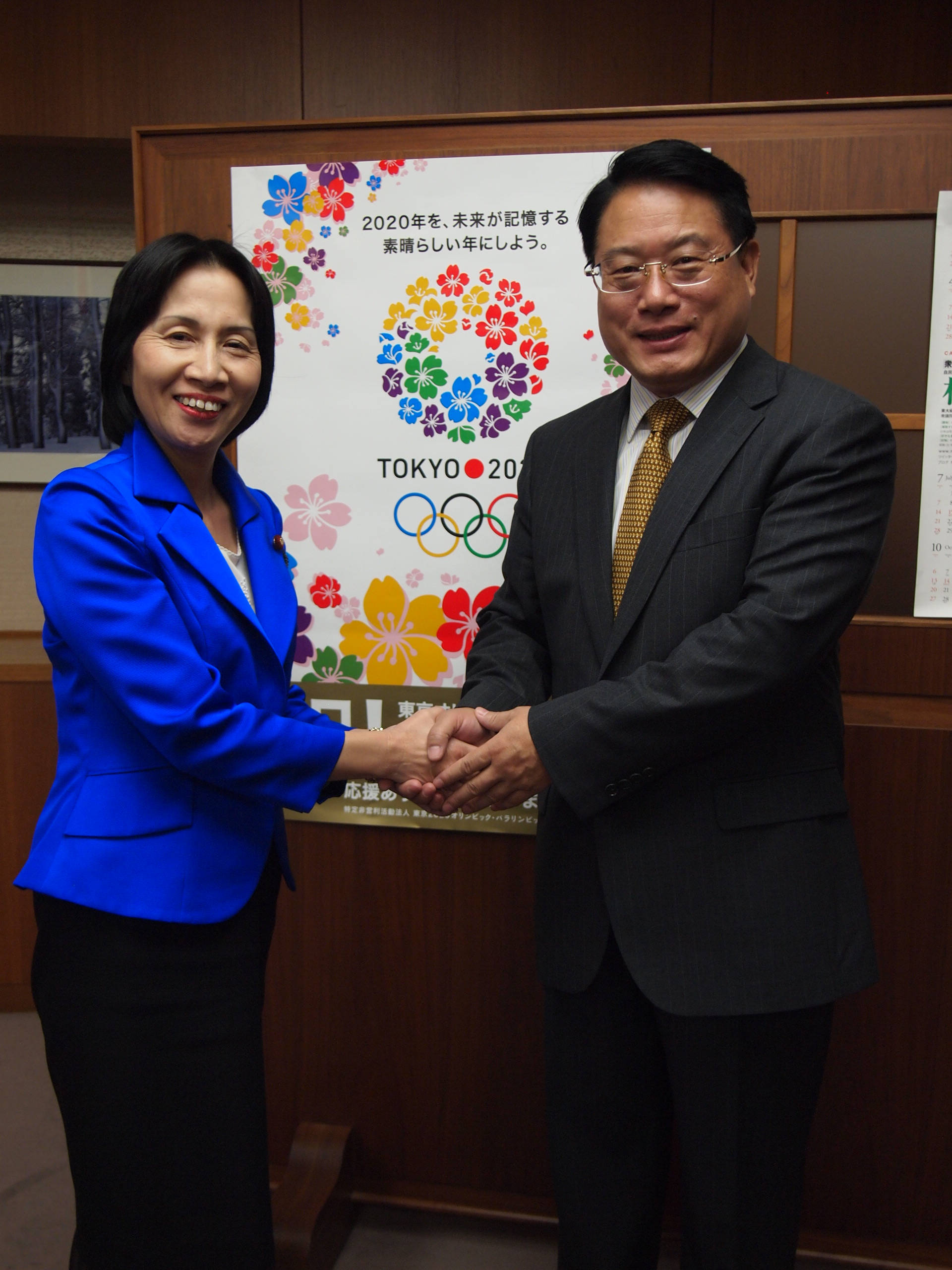
Midori Matsushima rencontre Li Yong, à Tokyo en 2013, dans le cadre de la promotion des Jeux olympiques de Tokyo.

Plusieurs controverses entourent Midori Matsushima lors de sa nomination au poste de ministre de la Justice. Elle est notamment accusée d'abus de fonds publics, pour avoir distribué de petits éventails à son effigie aux électeurs de sa circonscription avec de l'argent public, ce qui constitue une double infraction au code électoral. Elle est accusée d'avoir dépensé plus de 1 740 000 yens pour ces éventails, distribués lors de différents O bon. Midori Matsushima ayant démissionné à la suite de ce scandale, ces éventails prirent de la valeur au vu de leur rôle clé dans son éviction, et certains ont été vendus sur des sites de vente en ligne. Pour certains observateurs politiques, le comportement fougueux de Midori Matsushima à l'égard de ces accusations n'a pas joué en sa faveur, et elle a été écartée du gouvernement malgré sa proximité avec Shinzō Abe pour éviter qu'elle ne devienne un fardeau pour celui-ci. Elle est également accusée d'utiliser de manière détournée son logement de fonction, ainsi que d'utiliser ses gardes du corps pour surveiller ses différentes résidences à travers Tokyo.
Midori Matsushima est également au cœur d'une polémique centrée pour avoir porté, lors d'une séance à la Chambre des conseillers, un foulard rouge vif,, qui est sa marque de fabrique. En effet, ce dernier va à l'encontre du code vestimentaire de la chambre haute de la Diète, qui interdit également chapeaux et manteaux. En réaction, les conseillers de l'opposition demandent une suspension de séance, ce qui retarde les travaux parlementaires. Midori Matsushima déclare ne pas comprendre l'ampleur prise par la polémique, arguant que le foulard est un accessoire normal à porter pour une femme. Si la séance a repris après une longue interruption, la question du code vestimentaire à la Diète n'a pas évolué après cet incident. Matsushima provoque en outre la controverse lorsqu'elle est surprise, à l'occasion d'autres séances de la Diète, en train de dormir, d'être sur son téléphone pendant l'intégralité de la séance, ou de lire un livre.
Midori Matsushima crée également la polémique du fait de sa proximité avec plusieurs groupuscules ultranationalistes et négationnistes. Elle suscite en outre des critiques pour son caractère colérique et ses conflits avec les employés des ministères.